# (10771) Ouro Prêto
10771 Ouro Preto (1990 VK6) – planetoida z pasa głównego asteroid okrążająca Słońce w ciągu 5,27 lat w średniej odległości 3,03 j.a. Odkryta 15 listopada 1990 roku.